# Frontera entre Argelia y Libia
La frontera entre Argelia y Libia es la línea fronteriza de un total de 982 kilómetros de largo, de trazado poco sinuoso y con sentido norte-sur, que separa el este del Argelia (provincias de Illizi y Tamanrasset) del oeste de Libia (distritos de Ghat, Gadamés y Wadi Al Shatii) en el África Septentrional.

## Trazado
Comienza en el norte a la altura del paralelo 30° Norte, en la triple frontera Libia-Argelia-Túnez, en las proximidades de Gadamés (Libia), y va hacia el sur hasta la otra triple frontera entre ambos estados y Níger, a la altura del Trópico de Cáncer. Esta frontera se definió a principios del siglo XX. En 1911 el Reino de Italia conquistó la Libia del Imperio otomano, pasando a colonizarla en 1934. Durante la Segunda Guerra Mundial los italianos fueron expulsados y el país fue dividido entre Francia y el Reino Unido. Libia se independizó en 1951. En cuanto a Argelia, fue una colonia francesa desde la segunda mitad del siglo XIX. Después de la Segunda Guerra Mundial empezaron los conflictos por la independencia, que duraron hasta 1962, cuando el país se independizó de Francia.